# Schlacht bei Raphia
Die Schlacht bei Raphia war die Entscheidungsschlacht des Vierten Syrischen Kriegs (219–217 v. Chr.) zwischen den Ptolemäern von Ägypten einerseits und den Seleukiden von Syrien andererseits. Sie fand am 10. Schemu I (18. Juni) 217 v. Chr. statt. Die Oberbefehlshaber waren auf seleukidischer Seite König Antiochos III. und auf ägyptischer Seite König Ptolemaios IV. Die Schlacht endete mit einem ägyptischen Sieg.

## Vorgeschichte
Der 222 v. Chr. an die Macht gekommene Antiochos III. suchte als junger und dynamischer König Koilesyrien zu erobern, das sich im Besitz der Ptolemäer befand. Ernsthafte diesbezügliche Militäroperationen nahm er ab Anfang des dritten Peretmonats (Mitte April) 219 v. Chr. auf. Dies bedeutete den Ausbruch des Vierten Syrischen Krieges. Da die ägyptische Seite dem Seleukidenkönig anfangs militärisch wenig entgegensetzen konnte, organisierte sie unter größtmöglicher Geheimhaltung eine einschneidende Heeresreform und massive Aufrüstung.
Inzwischen vermied die ptolemäische Regierung eine definitive Schlacht, gewährte Antiochos III. zäh errungene Eroberungen in Koilesyrien und suchte durch Scheinverhandlungen den Krieg in die Länge zu ziehen. Als die Rüstungen abgeschlossen waren, machte sich der ägyptische König im dritten Kriegsjahr (217 v. Chr.) persönlich mit seinen Hauptstreitkräften auf den Weg zur entscheidenden Schlacht nach Koilesyrien.

## Aufmarsch
Pelusion diente dem Pharao als Sammelplatz für seine Armee. Auf dem Feldzug wurde er auch von seiner Schwestergemahlin Arsinoe III. begleitet. Am 1. Schemu I (9. Juni) 217 v. Chr. verließ er Pelusion mit seinem Heer, zog nordwärts am Berg Kasion sowie an einer als Barathra bezeichneten Sumpfgegend vorbei und beendete seinen Vormarsch etwa an der Grenze seines Reiches, als er einen 50 Stadien von Raphia entfernten Platz als Stützpunkt für den Kampf gegen Antiochos III. wählte. Damit besaß Ptolemaios IV. den Vorteil, dass er sich den Schlachtort hatte aussuchen können. Der Seleukidenkönig hatte inzwischen Ptolemaïs verlassen und war nach Gaza marschiert. Von dort zog er weiter zum nahe gelegenen Raphia und schlug zunächst zehn Stadien vom gegnerischen Stützpunkt entfernt sein Lager auf. Später reduzierte er diese Distanz auf nur fünf Stadien, um einen geeigneteren Lagerplatz beziehen zu können.
Zwischen den gegnerischen Armeen kam es zunächst nur zu Scharmützeln. Dann versuchte Theodotos von Ätolien, der von den Ptolemäern zu den Seleukiden übergelaufen war, den ägyptischen König im Morgengrauen in dessen Zelt zu ermorden. Doch er traf Ptolemaios IV. nicht an, tötete aber dessen Leibarzt Andreas und konnte anschließend unversehrt in sein Lager zurückkehren.

## Zusammensetzung und Aufstellung der Armeen
Nachdem sich die feindlichen Truppen fünf Tage gegenübergelegen hatten, entschieden sich die Könige zum Beginn der entscheidenden Schlacht.
Das Heer des Ptolemaios IV. umfasste etwa 70.000 Infanteristen, 5000 Kavalleristen und 73 afrikanische Kriegselefanten. Der ägyptische König übernahm persönlich den Oberbefehl über den gesamten linken Flügel seiner Streitkräfte.
Am äußersten linken Flügel der ptolemäischen Truppen waren 40 Elefanten postiert. Dann folgten 700 königliche sowie 2300 libysche und ägyptische Reiter unter dem Befehl des Polykrates von Argos, 2000 von Knopias von Alloria kommandierte Kreter, 1000 unter dem Befehl des Philo von Knossos stehende Neokreter, 3000 auf das Kommando des Söldnerführers Eurylochos von Magnesia hörende Leibgardisten, 2000 von Sokrates dem Böoter befehligte Peltasten sowie 3000 von Ammonios von Barka geführte Libyer mit makedonischer Bewaffnung. Das Zentrum bildete die Phalanx, die aus  25.000 von Andromachos von Aspendos und Ptolemaios, dem Sohn des Thraseas, kommandierten „Makedonen“ bestand sowie, erstmals in der Ptolemäergeschichte, aus einem 20.000 Mann starken Kontingent einheimischer Ägypter, deren Oberbefehlshaber der mächtige Minister Sosibios war. Anschließend an das Zentrum standen auf dem rechten Flügel zunächst 8000 von Phoxidas von Melita geführte griechische Söldner, sodann 6000 unter dem Befehl des Dionysios dem Thraker stehende Kelten und Thraker und 2000 von Echekrates dem Thessaler kommandierte Kavalleristen. Vor der Reiterei des rechten Flügels befanden sich die 33 restlichen Elefanten.
Die Armee des Antiochos III., der seinen rechten Flügel kommandierte, bestand aus 62.000 Infanteristen, 6000 Reitern und 102 indischen Kriegselefanten.
Die seleukidischen Truppen postierten vor ihrem rechten Flügel 60 von Philipp, dem Adoptivbruder des Antiochos III., befehligte Elefanten. Hinter diesen standen 4000 von Antipater, dem Neffen des Antiochos III., angeführte königliche Reiter. In Richtung zum Zentrum folgten 1500 auf Eurylochos hörende Kreter, 1000 unter dem Kommando des Zylos von Gortyn stehende Neokreter und 5000 von Hippolochos dem Thessaler befehligte griechische Söldner. Anschließend waren 5000 von Byttakos dem Makedonen angeführte Leichtbewaffnete aufgestellt, die aus den Völkerschaften der Daher, Karmanier und Kilikier stammten. Dann kamen 10.000 nach makedonischer Sitte ausgerüstete und aus allen Teilen des Seleukidenreichs zusammengezogene Soldaten, die unter dem Befehl des Überläufers Theodotos von Ätolien standen. Die 20.000 „Makedonen“ umfassende Phalanx im Zentrum war den Feldherrn Nikarchos und Theodotos Hemiolios untergeordnet. Dann folgten am linken Flügel zunächst 10.000 arabische und aus benachbarten Völkern stammende Soldaten unter dem Kommando des Zabdibelos sowie 5000 Meder, Kissier (die im Gebiet um Susa ansässig waren), Kadusier und Karmanier, die auf Aspasianos den Meder hörten. Weiter links anschließend befehligte Menedemos aus Alabanda (Karien) 2000 agrianische und persische Bogenschützen und Schleuderer sowie 1000 Thraker. Es folgten 500 lydische Speerwerfer und 1000 Kardaker, die unter dem Befehl von Lysimachos dem Kelten standen sowie 2000 von Themison kommandierte Kavalleristen. Vor dem linken Flügel waren 42 von Myïkos, einem jungen Vertrauten des Seleukidenkönigs, geführte Elefanten positioniert.
Soweit man weiß, war dies die einzige Schlacht, bei der indische gegen afrikanische Kriegselefanten kämpften. Dies wird jedoch immer wieder in der Forschung diskutiert, da Polybios berichtet, die asiatischen Elefanten seien größer als die afrikanischen. So wurde schon überlegt, ob Ptolemaios Waldelefanten einsetzte, was jedoch nach neuesten Forschungen unwahrscheinlich erscheint: Tatsächlich zeigte eine Genanalyse der Elefanten im Barka Gebiet – dem Gebiet, aus dem vermutlich die ptolemäischen Elefanten stammten, dass es sich bei ihnen um afrikanische Elefanten handelt – Hinweise auf eine Kreuzung mit Waldelefanten waren nicht erkennbar.

## Schlachtverlauf
Zum Auftakt der am 18. Juni 217 v. Chr. abgehaltenen Schlacht ließen die verfeindeten Könige ihre Armeen Aufstellung nehmen. Dann ritten sie, von den Kommandeuren der Phalangen unterstützt, die Reihen ihrer Streitkräfte entlang, ermunterten ihre Soldaten durch anspornende Reden und versprachen ihnen im Fall des Erfolges große Belohnungen. Dies betraf insbesondere die Kerntruppen der makedonisch bewaffneten Phalanx, auf deren Einsatz es für einen Sieg am meisten ankam.
Nachdem Ptolemaios IV. und seine Schwester Arsinoe III. am Ende ihres linken Flügels sowie Antiochos III. mit seiner Reiterei am Ende seines rechten Flügels angekommen waren, ließen sie durch Signale den Kampf mit dem Vormarsch der Elefanten eröffnen. Es gelang der seleukidischen Seite, die afrikanischen Elefanten der Ptolemäer so zu erschrecken, dass sie sich gegen ihre eigenen Leute umwandten. Antiochos III. griff nun mit der Kavallerie auf seinem rechten Flügel die Reiter des Polykrates an, und gleichzeitig attackierten die näher zur Phalanx in der Mitte positionierten griechischen Söldner des Seleukidenkönigs die gegnerischen Peltasten und drängten sie zurück. So wurde der linke Flügel der Ägypter zurückgeworfen.
Der am rechten ägyptischen Flügel stehende Echekrates befahl nun den griechischen Söldnern des Phoxidas den Angriff, die erfolgreich die arabischen und medischen Truppenverbände des Gegners in die Flucht schlagen konnten. Echekrates und seinen Reitern gelang es gleichzeitig, die Kavallerie von Antiochos’ linkem Flügel zu besiegen.
Der noch unerfahrene Seleukidenkönig fühlte sich durch seinen persönlichen Erfolg auf dem rechten Flügel bereits siegessicher, vernachlässigte jedoch die übrige Entwicklung des Kampfes. Da trat Ptolemaios IV., der in den Reihen seiner Phalanx Deckung gesucht hatte, vor seine Truppen und ermunterte sie zu größerem Kampfeseifer. Jetzt erst kamen die Phalangiten zum Einsatz. Sosibios und Andromachos griffen die feindliche Phalanx an und konnten sie schlagen. Dieser Erfolg entschied den Sieg zugunsten der Ptolemäer. Antiochos III. hatte auf seinem siegreichen rechten Flügel die fliehenden Feinde zu weit verfolgt und kam zu spät auf das Hauptschlachtfeld zurück, um die Situation noch retten zu können. Er musste seine Niederlage eingestehen und zog sich zunächst nach Raphia, dann nach Gaza zurück.
Ptolemaios IV. bestattete seine Gefallenen ehrenvoll und gab auch dem geschlagenen Gegner die Erlaubnis, Gleiches mit dessen Kriegstoten zu tun. Laut den von Polybios angeführten Zahlen hatte Antiochos III. 10.000 Infanteristen und 300 Reiter verloren, und 4000 seiner Krieger waren in Gefangenschaft geraten. Die Verluste des Ptolemäerkönigs beliefen sich auf etwa 1500 Infanteristen und 700 Kavalleristen. Des Weiteren gibt Polybios an, dass 16 Elefanten des Pharaos an den Kriegsfolgen gestorben und fast alle anderen vom Gegner erbeutet worden seien, während der Seleukidenkönig nur fünf Rüsseltiere eingebüßt habe. Demgegenüber behauptet das Raphia-Dekret, dass alle Elefanten des Antiochos III. in die Hände des Ptolemäerkönigs gefallen wären. Diese Angabe hält der Althistoriker Werner Huß für wahrheitsgemäß und glaubt, dass Polybios seine Quelle falsch wiedergegeben habe.

## Folgen
Nach der Schlacht von Raphia blieb Ptolemaios IV. noch drei Monate in Koilesyrien, ordnete dort die Verhältnisse nach seinen Vorstellungen und plünderte, als ihm die Verhandlungen mit Antiochos III. zu schleppend verliefen, einige seleukidische Städte. Im daraufhin in Antiochia abgeschlossenen Frieden begnügte sich der Ptolemäerkönig im Wesentlichen mit der Beibehaltung des Status quo, sodass der Grenzverlauf vor dem Krieg weitgehend wiederhergestellt wurde. Dann kehrte der Pharao triumphal nach Alexandria zurück. Da die Ägypter aber wesentlich zum Sieg Ptolemaios’ IV. beigetragen hatten, steigerte sich ihr Nationalbewusstsein deutlich.